# Конзорцио Чела (Парма)
Конзорцио Чела је насеље у Италији у округу Парма, региону Емилија-Ромања.
Према процени из 2011. у насељу је живело 22 становника. Насеље се налази на надморској висини од 145 м.